# Cageur de Quebec

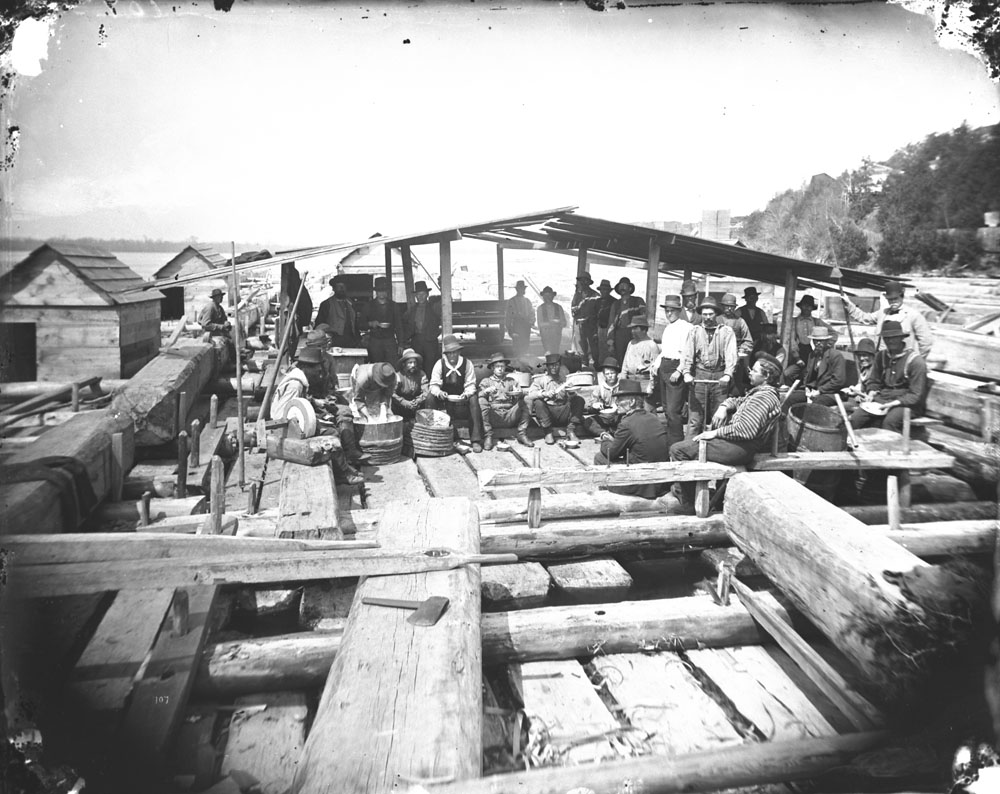
William James Topley, "Cageurs" em uma jangada de madeira, rio Ottawa c.1880.

Em francês do Quebec, o cageur é um trabalhador da floresta, encarregado de montar e dirigir os troncos de árvores cortados a uma serraria, uma usina de transformação ou para um local de embarque. 
O termo "cageur", "cageux", ou "cage" era aplicado primeiramente à jangada ou embarcações de madeira; depois, por extensão, aplicava-se aos trabalhadores encarregados de manobrá-las nas vias navegáveis . 
O outro meio de transporte da madeira era feito pelos balseiros "draveurs". Sem montá-los, eles moviam as toras de madeira pelos córregos até o destino.
O cageur é uma profissão que desapareceu com o tempo. Foi exercida na América do Norte, muitas vezes por lenhadores, quando a temporada de corte de madeira terminava.